# Collège André-Grasset
 (décembre 2021).
Pour les articles homonymes, voir Grasset et CAG.
Le Collège André-Grasset (CAG) est un établissement d'enseignement collégial préuniversitaire de Montréal. Il fait partie de l'Association des collèges privés du Québec (ACPQ).

## Emplacement
Le Collège est situé au 1001 boulevard Crémazie est, à Montréal.

## Historique
Le collège est fondé en 1927, à la demande de l'archevêque de Montréal, par les prêtres de Saint-Sulpice de Montréal. Les plans du premier bâtiment sont de l'architecte montréalais Eugène Payette. Il est nommé en l'honneur du prêtre André Grasset. À l'époque, c'est le premier collège à ne recevoir que des étudiants de l'extérieur : il n'y a pas de pensionnat.
En 1962, on inaugure le pavillon Aurèle-Allard, qui accueille les étudiants pour les cours de philosophie et de sciences, et aussi la bibliothèque. Un auditorium est aussi construit.
En 1967-1968, c'est la dernière année où le collège enseigne le cours préparant au baccalauréat ès arts.
Les deux années suivantes, le collège se consacre à l'enseignement secondaire.
À partir de 1970-1971, après les réformes entreprises par le gouvernement de l'Union nationale, le collège se consacre à l'enseignement des deux années d'enseignement préuniversitaire.
On ouvre un gymnase en 1975, puis une salle polyvalente en 1990. Une salle multifonctionnelle, la salle Lise-Guèvremont, est inaugurée le 25 janvier 2002.
L'année 2002-2003 est celle du 75e anniversaire du collège. On donne le prix André-Grasset à l'écrivain Claude Jasmin.
Depuis l'automne 2003, les cours de formation technique se donnent à l'Institut Grasset situé au 220, avenue Fairmount Ouest.

## Projet éducatif
Le Collège André-Grasset a pour mission de fournir une éducation complète et adaptée aux besoins des étudiants. La performance académique est très valorisée, de même que la polyvalence et l'ouverture sur le monde. On veut former des citoyens responsables en donnant une éducation globale. On valorise aussi les valeurs humanistes chrétiennes.

## Programmes

### Programmes réguliers
- Sciences de la nature
  - Profil Sciences de la santé et de la vie
  - Profil Sciences pures et appliquées
- Sciences humaines
  - Profil Le monde des affaires et de l'administration
  - Profil La connaissance de soi : l'individu et la société
  - Profil L'international : le monde contemporain
- Arts et lettres
  - Profil Cinéma, médias et communication
- Sciences informatiques et mathématiques

### Programmes enrichis
- Sciences, lettres et arts
- DEC Plus en sciences de la nature
- Sciences humaines Plus

### Programmes d'encadrement

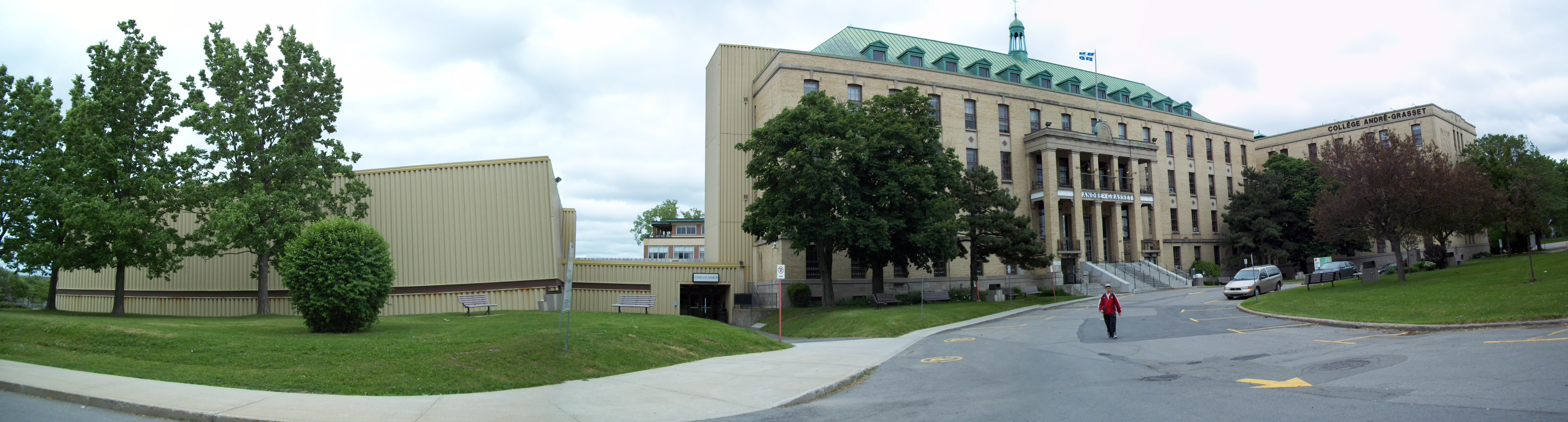
Vue panoramique du collège André-Grasset

- Sport-Études

## Association étudiante

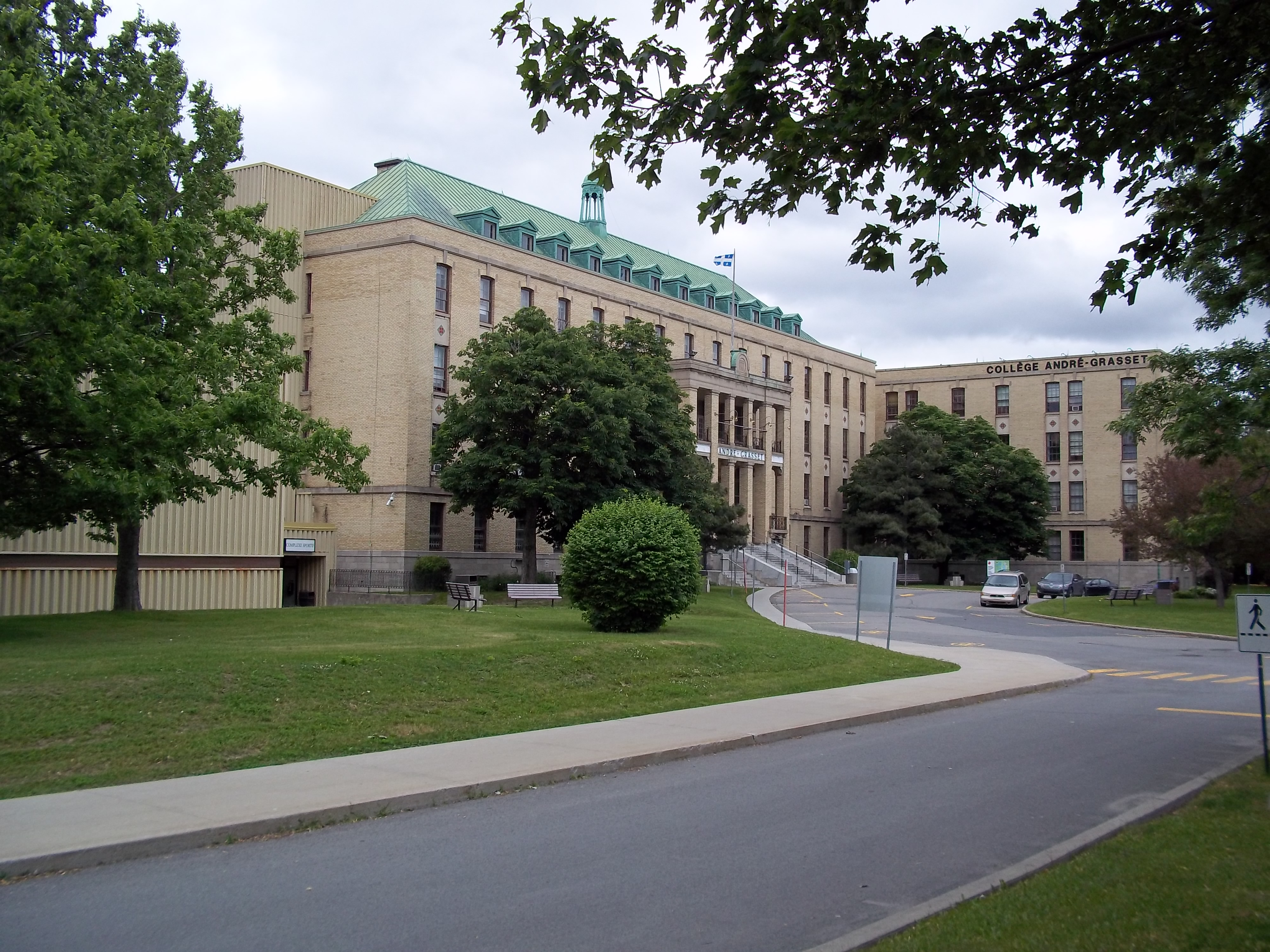
Façade.

L'AGECAG (Association Générale des Étudiants et Étudiantes du Collège André-Grasset) est un organisme visant à gérer le budget étudiant, défendre la cause étudiante, s'occuper des divers organismes présents au Collège André-Grasset (Le Point G (journal étudiant), l'Envert, le Dépannage Santé, le Club Photo et multimédia, l'Atlib, le Club Plein-air, le Club d'improvisation et la Radio étudiante) et organiser des fêtes pour divertir les étudiants.